# Lenna (Lombardei)

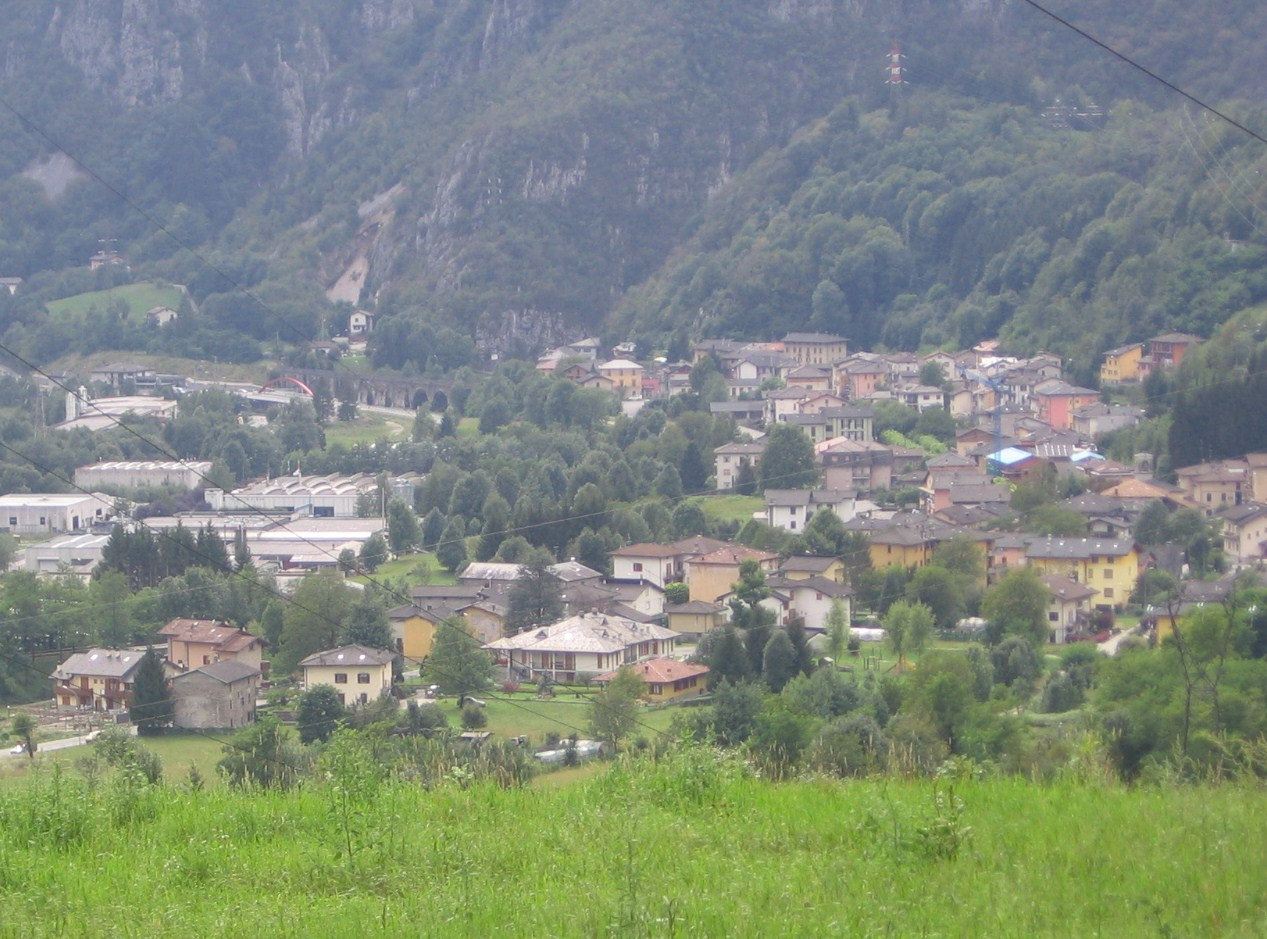
Lenna (Provinz Bergamo, Italien)

Lenna ist eine Gemeinde in der Provinz Bergamo in der italienischen Region Lombardei mit 555 Einwohnern (Stand 31. Dezember 2023).

## Geographie
Lenna liegt 30 km nördlich der Provinzhauptstadt Bergamo und 70 km nordöstlich der Metropole Mailand.
Die Nachbargemeinden sind Camerata Cornello, Dossena, Moio de’ Calvi, Piazza Brembana, Roncobello, San Giovanni Bianco und Valnegra.

## Sehenswürdigkeiten
- Das Oratorio San Rocco (16. Jahrhundert) enthält restaurierte Fresken.
- Die Pfarrkirche San Martino Oltre la Goggia aus dem 17. Jahrhundert.
- Das Santuario della Madonna della Coltura  aus dem 17. Jahrhundert.